# Alenatea
Alenatea es un género de arañas araneomorfas de la familia Araneidae. Se encuentra en el este de Asia.

## Lista de especies
Según The World Spider Catalog 12.0:
- Alenatea fuscocolorata (Bösenberg & Strand, 1906)
- Alenatea touxie Song & Zhu, 1999
- Alenatea wangi Zhu & Song, 1999